# علامات تجارية قائمة على العواطف
العلامات التجارية القائمة على العواطف هو مصطلح يستخدم في الاتصالات التسويقية ويشير إلى التركيز أثناء بناء العلامات التجارية على الربط بين مقترح العلامة التجارية والغرض منها واحتياجات وطموحات الأشخاص العاطفية. وهذه المنهجية المتعلقة بتسويق العلامات التجارية تضع إدراك الناس قبل نشر مواصفات و/أو مميزات المنتجات/الخدمات.

## المراحل الست
المرحلة العاطفية الأولى - كيف تجذب اهتمام شخص ما؟
المرحلة العاطفية الثانية - كيف تدفع شخصًا ما إلى التفكير في الشراء؟
المرحلة العاطفية الثالثة - كيف يمكنك تقوية الاعتقاد بأن قرار الشراء كان القرار الصائب بشكل مطلق، وبصفة مستمر، وأن هذا القرار قد حقق «الربح»؟
المرحلة العاطفية الرابعة - كيف يمكنك خلق عملاء يتسمون بالولاء والالتزام بحيث يرغبون في متابعة شراء المنتج و/أو يكونون على أكثر درجات الاستعداد لقبول البيع المتبادل وإجراء عمليات الشراء التي تضفي المزيد من القيمة؟
المرحلة العاطفية الخامسة - كيف يمكنك خلق طقوس للعلامة التجارية (www.brandrituals.net) بحيث تصبح العلامة التجارية الخاصة بك جزءًا من حياة العميل؟
المرحلة العاطفية السادسة - كيف يمكنك تحويل المتابعين لك لكي يكونوا مشجعين لك؟

## معلومات تاريخية
تختلف منهجية العلامات التجارية القائمة على عواطف الأشخاص فيما يتعلق ببناء العلامات التجارية بشكل كبير عن التسويق التقليدي وعمليات اتصالات العلامات التجارية التي تركز على المنتج. ومعظم العمليات التي تتم ممارستها حاليًا فيما يتعلق بالتسويق للمنتجات وعمليات العلامات التجارية مستوحاة من أعمال جاك تروت الذي يقول في بحثه "تحديد المواضع" عبارة عن لعبة يلعبها الأشخاص في أسواق المشاركة الذاتية المعاصرة"، والذي تم نشره في عام 1969. وبعد ذلك بحين، تشارك جاك تروت وآل رايس معًا لنشر أفضل كتبهما "Positioning - The Battle for Your Mind" (تحديد المواضع - معركة العقل) (في عام 1981، ماك جرو هيل). ومن "تحديد المواضع"، تأتي عملية تصنيع "بيانات تحديد المواضع"، التي أصبحت معيارًا لتوضيح المقترحات والامتيازات التي توفرها العلامة التجارية/المنتج للمستهلكين. وقد تم توضيح معايير تطوير بيانات تحديد المواضع فيما بعد في الكتاب Crossing the Chasm وقد اشتمل إطار عمل بيان تحديد المواضع على تعريف ما يلي:
لمن (العملاء المستهدفون) ومن (بيان الحاجة أو الفرصة) والمنتج (اسم المنتج) عبارة عن (فئة المنتج) تتميز بما يلي (بيان بالمميزات الرئيسية، أي الأسباب التي تدفع العملاء إلى الشراء) على خلاف (البدائل التنافسية الرئيسية) فإن منتجنا (بيان الفروق الرئيسية).
ورغم أن مصطلح العلامات التجارية القائمة على العواطف قد تم استخدامه في عالم التسويق والعلامات التجارية في وقت مبكر يرجع إلى بدايات الثمانينيات من القرن العشرين، إلا أن هذا البديل، الذي يستهدف نقل التركيز من المنتج إلى الأشخاص، لم يصبح طريقة قابلة للتطبيق تتعلق بالتسويق وبناء العلامات التجارية حتى نشر كتاب "Emotional Branding: A new paradigm for connecting brands to people" (العلامات التجارية القائمة على العواطف: نموذج جديد لربط العلامات التجارية بالأشخاص)، وهو كتاب ألفه مارك جلوبيه (تم نشره في عام 2001 من خلال مطابع Allworth Press). وقد قاد هذا الكتاب حركة تجاه نموذج أكثر تعبيرًا، وبالتالي له مغزى أكبر للاتصالات والتواصل. ومنذ أن تم نشر هذا الكتاب، تم تبنيه في كليات الأعمال وتمت ترجمته إلى سبع عشرة لغة منذ أن تمت طباعته للمرة الأولى في عام 2001.
وتسري مبادئ العلامات التجارية القائمة على العاطفة على كل أنواع العلامات التجارية والعلاقات، سواء بين الشركات وبعضها البعض أو بين الشركات والعملاء أو الشركات غير الهادفة للربح أو المنظمات غير الحكومية (NGO). كما أنها تغطي كذلك كل أشكال الاتصال ونقاط الاتصال، من هوية الشركات والتعبئة والبيئة وحتى المشاركة الرقمية والاجتماعية.
وتقنيات العلامات التجارية القائمة على العواطف عرضة لإثارة رد فعل خاص يطلق عليه اسم صور العلامة التجارية دوبلجانجر (doppelgänger).
 كما أن هذه الصور والمعاني السلبية المتعلقة بالعلامة التجارية أظهرت أن لها تأثيرًا سلبيًا على نشر الإبداعات.